# Honschaft Leubeck
Die Honschaft Leubeck war vom Mittelalter bis in das 19. Jahrhundert hinein eine von 14 Honschaften im Landgericht Homberg des Amtes Angermund im Herzogtum Berg. Das Gebiet der Honschaft liegt heute in der nordrhein-westfälischen Stadt Heiligenhaus im Kreis Mettmann.
Im Zuge einer Verwaltungsreform innerhalb des Großherzogtums Berg wurde 1808 die Bürgermeisterei Velbert gebildet und die Honschaft bildete im 19. Jahrhundert daraufhin eine der unteren Verwaltungseinheiten im ländlichen Außenbezirk der bergischen Bürgermeisterei im Kreis Elberfeld des Regierungsbezirks Düsseldorf innerhalb der preußischen Rheinprovinz.
Laut der Statistik und Topographie des Regierungsbezirks Düsseldorf von 1832 gehörten zu der Honschaft die Ortschaften und Wohnplätze Heiligenhaus, Herberg, Kolk sowie Wittenhaus.
Seit 1846 bildete die Bürgermeisterei Velbert eine Gemeinde gemäß der Gemeinde-Ordnung für die Rheinprovinz vom 23. Juli 1845. Am 23. Oktober 1856 wurde der Gemeinde Velbert die Rheinische Städteordnung verliehen. Leubeck wurde zusammen mit den alten Honschaften Hasselbeck, Hetterscheidt, Isenbügel, Oefte und Tüschen am 1. April 1897 aus der Stadt Velbert herausgelöst und Teil der neuen Landgemeinde Heiligenhaus.
Heute ist Leubeck eine der fünf Gemarkungen von Heiligenhaus.